# いすゞ自動車プレゼンツ 檀れい 今日の1ページ
『いすゞ自動車プレゼンツ 檀れい 今日の1ページ』（いすずじどうしゃプレゼンツ だんれい きょうの1ページ）は、情報バラエティ番組『生島ヒロシのおはよう一直線』内において、フロート番組として放送されていた、TBSラジオ製作のミニ番組。いすゞ自動車の一社提供。

## 概要
2014年7月1日放送開始。女優・檀れいが季節の行事・歳時記、記念日などその日の暦を語るほか、主に金曜日にリスナーからのお便りも紹介していた。BGMにはいすゞの企業CMソング「いすゞのトラック」のインストゥルメンタルが流れており、それを収録したCDが投書採用者に、3000円分のQUOカードとセットで贈呈された。
いすゞは当コーナー発足前の2013年4月から2014年6月に木曜日6時台「アラカルト一直線」コーナーで「いすゞぐっ！トラック」を提供し、トラックドライバーからの投書を紹介するコーナーを放送していた。（大阪地区は朝日放送ラジオの『慶元まさ美のおはようパートナー』で企画ネット番組の扱いで生放送されていた）
2024年3月29日をもって放送終了した。

## ネット局

### 終了時点
| 放送対象地域   | 放送局名                      | 放送時間             | 備考             |
| -------------- | ----------------------------- | -------------------- | ---------------- |
| 関東広域圏     | TBSラジオ（TBS）              | 平日 6:20頃 - 6:25頃 | 制作局 JRN基幹局 |
| 北海道         | 北海道放送（HBC）             | 平日 6:20頃 - 6:25頃 |                  |
| 青森県         | 青森放送（RAB）               | 平日 6:20頃 - 6:25頃 |                  |
| 岩手県         | IBC岩手放送（IBC）            | 平日 6:20頃 - 6:25頃 |                  |
| 宮城県         | 東北放送（TBC）               | 平日 6:20頃 - 6:25頃 |                  |
| 秋田県         | 秋田放送（ABS）               | 平日 6:20頃 - 6:25頃 |                  |
| 山形県         | 山形放送（YBC）               | 平日 6:20頃 - 6:25頃 |                  |
| 福島県         | ラジオ福島（rfc）             | 平日 6:20頃 - 6:25頃 |                  |
| 山梨県         | 山梨放送（YBS）               | 平日 6:20頃 - 6:25頃 |                  |
| 長野県         | 信越放送（SBC）               | 平日 6:20頃 - 6:25頃 |                  |
| 新潟県         | 新潟放送（BSN）               | 平日 6:20頃 - 6:25頃 |                  |
| 静岡県         | 静岡放送（SBS）               | 平日 6:20頃 - 6:25頃 |                  |
| 富山県         | 北日本放送（KNB）             | 平日 6:20頃 - 6:25頃 |                  |
| 石川県         | 北陸放送（MRO）               | 平日 6:20頃 - 6:25頃 |                  |
| 福井県         | 福井放送（FBC）               | 平日 6:20頃 - 6:25頃 |                  |
| 中京広域圏     | CBCラジオ                     | 平日 6:20頃 - 6:25頃 |                  |
| 関西広域圏     | ラジオ大阪（OBC）             | 平日 6:20頃 - 6:25頃 | NRN単独加盟      |
| 和歌山県       | 和歌山放送（wbs）             | 平日 6:20頃 - 6:25頃 |                  |
| 広島県         | 中国放送（RCC）               | 平日 6:20頃 - 6:25頃 |                  |
| 山口県         | 山口放送（KRY）               | 平日 6:20頃 - 6:25頃 |                  |
| 島根県・鳥取県 | 山陰放送（BSS）               | 平日 6:20頃 - 6:25頃 |                  |
| 岡山県         | 山陽放送（RSK）               | 平日 6:20頃 - 6:25頃 |                  |
| 香川県         | 西日本放送（RNC）             | 平日 6:20頃 - 6:25頃 |                  |
| 愛媛県         | 南海放送（RNB）               | 平日 6:20頃 - 6:25頃 |                  |
| 高知県         | 高知放送（RKC）               | 平日 6:20頃 - 6:25頃 |                  |
| 徳島県         | 四国放送（JRT）               | 平日 6:20頃 - 6:25頃 |                  |
| 福岡県         | RKB毎日放送（RKB）            | 平日 6:20頃 - 6:25頃 |                  |
| 長崎県・佐賀県 | 長崎放送（NBC） NBCラジオ佐賀 | 平日 6:20頃 - 6:25頃 |                  |
| 大分県         | 大分放送（OBS）               | 平日 6:20頃 - 6:25頃 |                  |
| 熊本県         | 熊本放送（RKK）               | 平日 6:20頃 - 6:25頃 |                  |
| 宮崎県         | 宮崎放送（MRT）               | 平日 6:20頃 - 6:25頃 |                  |
| 鹿児島県       | 南日本放送（MBC）             | 平日 6:20頃 - 6:25頃 |                  |
| 沖縄県         | 琉球放送（RBC）               | 平日 6:20頃 - 6:25頃 |                  |